# Ricardo Hill
Ricardo Hill (Coyoacán, Ciutat de Mèxic; 27 de juliol de 1962) és un actor i humorista mexicà, a més de ser un conegut actor de doblatge.
En el doblatge, se'l coneix per ser la veu de Kaiosama en la franquícia Dragón Ball Z, El a Las Chicas Superpoderosas, al gat Silvestre dels Looney Tunes i a Andy Dufresne (Tim Robbins) en la pel·lícula The Shawshank Redemption, entre molts altres personatges d'una gran i extensa carrera.

## Estudis acadèmics i artístics
Va cursar l'Escola Nacional Preparatòria i va ingressar a la Universitat Nacional Autònoma de Mèxic on realitza els seus estudis de Comptadoria pública, mateixa que no conclouria pel fet que va decidir dedicar-se a altres activitats artístiques, tenint estudis a l'Institut d'Art Escènic i l'Institut Andrés Soler.

## Part dels seus treballs realitzats
L'actor ha incursionado en diversos treballs al llarg de la seva carrera artística, com a locutor i actor de radionovel·les, actor de teatre, actor per a espots de televisió i espectacles per a bars etc.
És conegut per diversos treballs en el mitjà, utilitzant la seva veu per a adaptar a l'espanyol a personatges dels més diferents i variats xous de televisió i cinema. El seu paper més conegut com a humorista, realitzant la paròdia del reporter Joaquín López Doriga periodista d'importància a Mèxic i que labora per a la cadena Televisa.
Com "Joaquín López Doriga" o el "Teacher", Ricardo Hill és conegut per imitar de manera excel·lent la manera de parlar i els manerismes del reporter.
Uns altres dels personatges que ell ha parodiat són: Jacobo Zabludowsky, Felipe Calderon i David Faitelson entre molts altres personatges públics de Mèxic. També s'ha presentat en diverses obres teatrals representant als personatges que el mateix paròdia.
També s'ha exercit com a actor de doblatge, diversos dels seus personatges més coneguts han estat: Silvestre de Looney Tunes, El Hombre sin pantalones (de la vaca y el pollito), Julian Solo (Poseidón) de Saint Seiya, Kaio-Sama de Dragon Ball Z, i com el mestre de Fly, Aban a "Las Aventuras de Fly" (Dragon Quest) entre molts altres.
Com a actor de doblatge també és conegut per interpretar a Dragon Shiryu en les pel·lícules de Saint Seiya (Els Cavallers del Zodíac) en substitució de l'actor Ricardo Mendoza. Com Shiryu la seva interpretació és semblant a la del seu homòleg japonès, Hirotaka Suzuoki.

## Aparicions
Sèries de televisió
- La Parodia
- La Hora Pico
- El privilegio de mandar
- Los Perplejos
- Los Comediantes
- Al Ritmo de la Risa
- Valientes o... ¿dementes? (veu en off)

Obres de teatre
- El privilegio de transar (dirigida per ell mateix i A. Villalpando)
- Tenorio Cómico
- El Coyote Cojo